# Amanda Rantanen
Amanda Rantanen (Helsinki, 11 maggio 1998) è una calciatrice finlandese, attaccante del Linköping e della nazionale finlandese.

## Biografia
Amanda Rantanen cresce in una famiglia di sportivi che le trasmettono fin da giovanissima la passione per il calcio. Entrambi i genitori sono ex calciatori e attualmente allenatori di calcio: la madre, Anne-Maria Weckström, ha giocato a livello professionistico e suo padre, Rami Rantanen, ha giocato a livello professionistico in Finlandia e Svezia, maturando presenze anche in nazionale. Anche lo zio John Weckström, il fratello Daniel Rantanen e il fidanzato Sebastian Dahlström sono calciatori.

## Carriera

### Club
Rantanen inizia l'attività nel PK-35 Vantaa, club di Vantaa, con il quale nella prima parte della carriera gioca solamente a livello giovanile fino alla juniores B nella stagione 2015.
Durante la successiva sessione invernale di calciomercato si è trasferita all'HJK di Helsinki, con il quale ha debuttato in Naisten Liiga, l'allora denominazione del primo livello del campionato finlandese femminile di calcio, nel corso del campionato 2016 rimanendo legata alla società anche nella stagione successiva, maturando complessivamente 11 presenze tra i due campionati.
Per la stagione 2018 Rantanen decide di tornare al suo vecchio club, con il quale al suo primo anno di rientro si mette particolarmente in vista venendo  votata come migliore giocatrice della stagione, contribuendo inoltre a far raggiungere alla sua squadra il settimo titolo di campione di Finlandia al termine del campionato di Naisten Liiga 2018.

### Nazionale
Rantanen inizia ad essere convocata dalla Federcalcio finlandese (SPL/FBF) fin dalla giovane età, vestendo la maglia della formazione Under-17 dal 2013, esordendo con la squadra impegnata nelle qualificazioni all'edizione 2014 del campionato europeo di categoria.
Per indossare nuovamente la maglia della sua nazionale deve attendere il 2020, quando il commissario tecnico della nazionale maggiore Anna Signeul la convoca in occasione dell'incontro con la Scozia, valido per le qualificazioni all'Europeo di Inghilterra 2022, del 1º dicembre 2020 a Edimburgo, partita dove entrata al 94' in sostituzione di Linda Sällström sblocca il risultato un minuto più tardi segnando la rete della vittoria, gol fondamentale per la conquista del successivo accesso alla fase finale del torneo UEFA. In seguito Signeul continua a concederle fiducia, chiamandola per l'edizione 2022 del Tournoi de France e alle qualificazioni, nel gruppo E della zona UEFA, al Mondiale di Australia e Nuova Zelanda 2023. Dopo aver marcato 11 presenze complessive tra amichevoli, qualificazioni al Mondiale e Tournoi de France, nel maggio 2022 viene inserita nella lista delle 23 giocatrici convocate per l'Europeo di Inghilterra 2022 in programma dal 6 al 31 luglio.

## Palmarès

### Club
- Campionato finlandese: 1

PK-35 Vantaa: 2018